# 1ª Mostra internazionale d'arte cinematografica di Venezia
La 1ª edizione della Mostra Internazionale d'Arte Cinematografica di Venezia (denominata 1ª Esposizione internazionale d'arte cinematografica alla 18ª Biennale) si svolse a Venezia dal 6 al 21 agosto del 1932. Fu la prima manifestazione internazionale di questo tipo, ricevendo un forte appoggio dalle autorità italiane. Si svolse sulla terrazza dell'Hotel Excelsior al Lido di Venezia, ma non era ancora una rassegna competitiva non essendoci una giuria.
Alla mostra presero parte attori molto noti dell'epoca, alcuni dei maggiori divi dell'epoca, sia stranieri, come Greta Garbo, Clark Gable, Boris Karloff, Fredric March, Wallace Beery, Norma Shearer, James Cagney, Ronald Colman, Loretta Young, John Barrymore, Joan Crawford, che italiani come Vittorio De Sica; i film proiettati vennero visti nelle sale da oltre 25 000 spettatori.

## Storia
Il festival nacque da un'idea del presidente della Biennale di Venezia, il conte Giuseppe Volpi, dello scultore Antonio Maraini, segretario generale, e di Luciano De Feo, segretario generale dell'Istituto internazionale per il cinema educativo, emanazione della Società delle Nazioni con sede a Roma, concorde sull'idea di svolgere la rassegna nella città lagunare, e che fu il primo direttore-selezionatore.

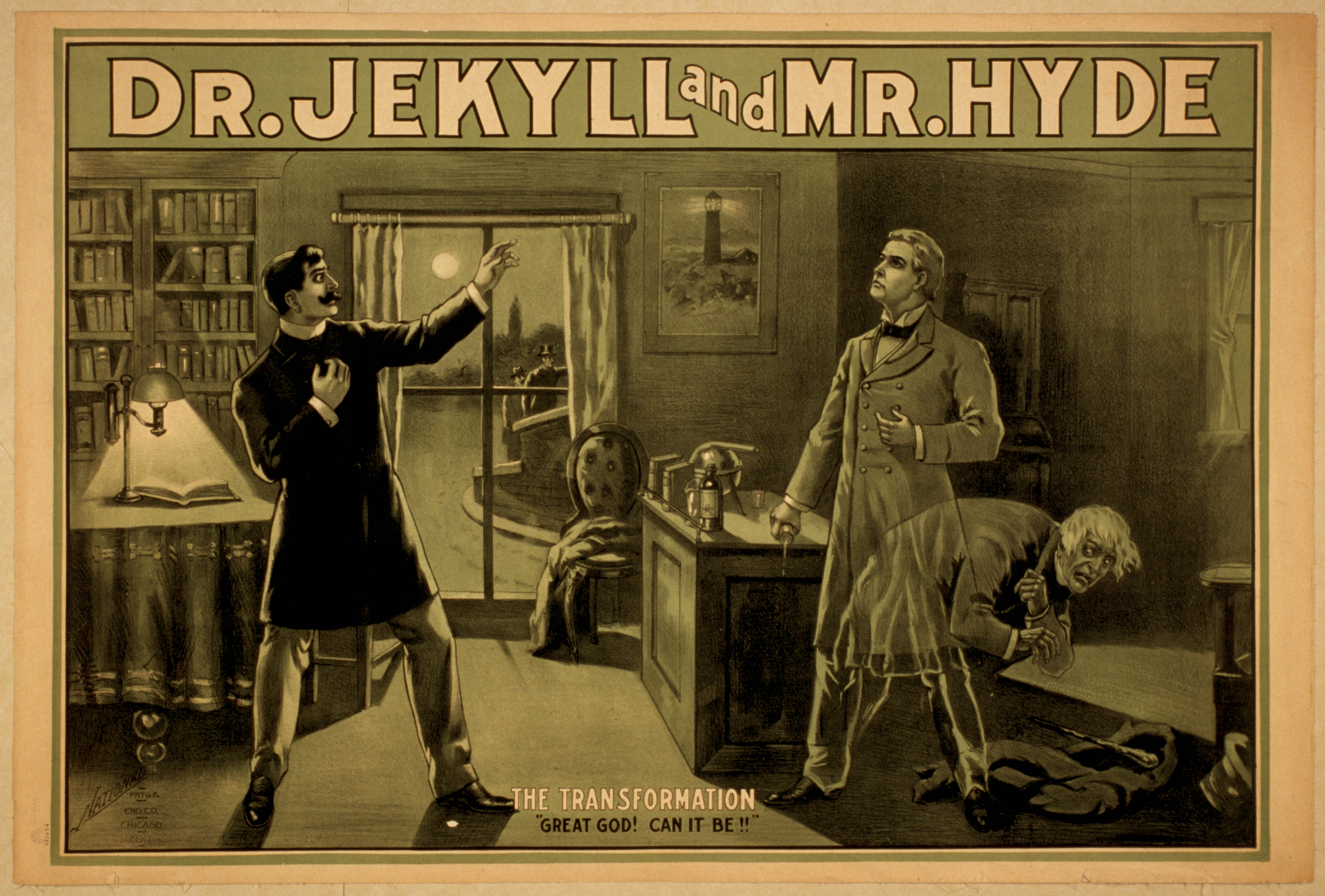
Locandina di Il dottor Jekyll (1931), primo film presentato nella storia della Mostra di Venezia

Il primo film presentato alla mostra, Il dottor Jekyll di Rouben Mamoulian, venne proiettato la sera del 6 agosto 1932; al film seguì un ballo nei saloni dell'hotel Excelsior; il primo film italiano fu Gli uomini, che mascalzoni... di Mario Camerini, presentato la sera dell'11 agosto. Questa prima edizione presentò film che diverranno poi dei classici della storia del cinema come Proibito, di Frank Capra, Grand Hotel di Edmund Goulding, Il campione di King Vidor, Frankenstein di James Whale, A me la libertà di René Clair. Erano presenti opere di altri registi come il britannico Victor Saville con un film a soggetto e due documentari, gli statunitensi Ernst Lubitsch, con due film, Howard Hawks, il russo Nikolaj Ekk, il francese Maurice Tourneur, i tedeschi Anatole Litvak e Leni Riefenstahl.
Le cronache dell'epoca riportarono che: "Ieri sera nell'ampio magnifico salone dell'albergo Excelsior di Lido è seguita la prima Esposizione Internazionale Cinematografica di fronte a una folla enorme di pubblico sceltissimo italiano e straniero […]" (Il Gazzettino, 7 agosto 1932); "[…] Le gambe che Miriam Hopkins scopre lentamente sotto quell'abito da music hall dell'Ottocento, sono una delle più flagranti e violente rivelazioni di femminilità che si sia mai vista al cinema" (Corriere Padano).
Nel 1992, in occasione del 60º anniversario di questa prima edizione, durante la 49ª edizione venne curata una retrospettiva intitolata "Venezia 1932 - Il cinema diventa arte".

## Film presentati per nazione

### Cecoslovacchia
- Per monti e per valli (Po horách, po dolách), regia di Karel Plicka

### Francia
- A me la libertà (À nous la liberté), regia di René Clair
- La beffa della vita (David Golder), regia di Julien Duvivier
- Azaïs, regia di René Hervil
- Hôtel des étudiants (Vita goliardica), regia di Viktor Tourjansky
- Au nom de la loi (In nome della legge), regia di Maurice Tourneur
- Le chant de la mine et du feu (Il canto della miniera e del fuoco), regia di Jean Benoît-Lévy
- Pathé journal

### Germania
- Il congresso si diverte (Der Kongreß tanzt), regia di Erik Charell
- Questa notte o mai più (Das Lied einer Nacht), regia di Anatole Litvak
- La bella maledetta (Das blaue Licht), regia di Leni Riefenstahl
- Ragazze in uniforme (Mädchen in Uniform), regia di Leontine Sagan
- Zwei Menschen (Due uomini) regia di Erich Waschneck

### Italia
- Gli uomini, che mascalzoni..., regia di Mario Camerini
- Due cuori felici, regia di Baldassarre Negroni
- Assisi (documentario), regia di Alessandro Blasetti
- Fori Imperiali (documentario), regia di Aldo Vergano
- I pini di Roma (documentario), regia di Mario Costa
- Manovre navali (documentario)
- Il sistema cicona secondo i brevetti di Gualtiero Gualtierotti (documentario), regia di Aldo Vergano

### Paesi Bassi
- Pioggia (documentario), regia di Joris Ivens e Mannus Franken

### Polonia
- Biały ślad, regia di Adam Krzeptowski

### Regno Unito
- The Faithful Heart (Cuore fedele) di Victor Saville
- Canterbury Miniature (Miniature di Canterbury)
- Springtime in the Scillies (Primavera alle Scilly)

### Stati Uniti d'America
- Bring 'Em Back Alive (Prendetele vive), regia di Clyde E. Elliot
- L'uomo che ho ucciso (Broken Lullaby), regia di Ernst Lubitsch
- Il dottor Jekyll (Dr. Jekyll and Mr. Hyde) di Rouben Mamoulian
- Proibito (Forbidden), regia di Frank Capra
- Frankenstein, regia di James Whale
- Grand Hotel, regia di Edmund Goulding
- Strano interludio (Strange Interlude), regia di Robert Z. Leonard
- Il campione (The Champ), regia di King Vidor
- L'urlo della folla (The Crowd Roars), regia di Howard Hawks
- La paga del Diavolo (The Devil to Pay), regia di George Fitzmaurice
- Il fallo di Madelon Caudet (The Sin of Madelon Claudet) di Edgar Selwyn

### Unione Sovietica
- Il cammino verso la vita (Путёвка в жизнь), regia di Nikolai Ekk
- Il placido Don (Тихий Дон), regia di Olga Prebrazenskaja e Ivan Pravov

## Riconoscimenti (non ufficiali)

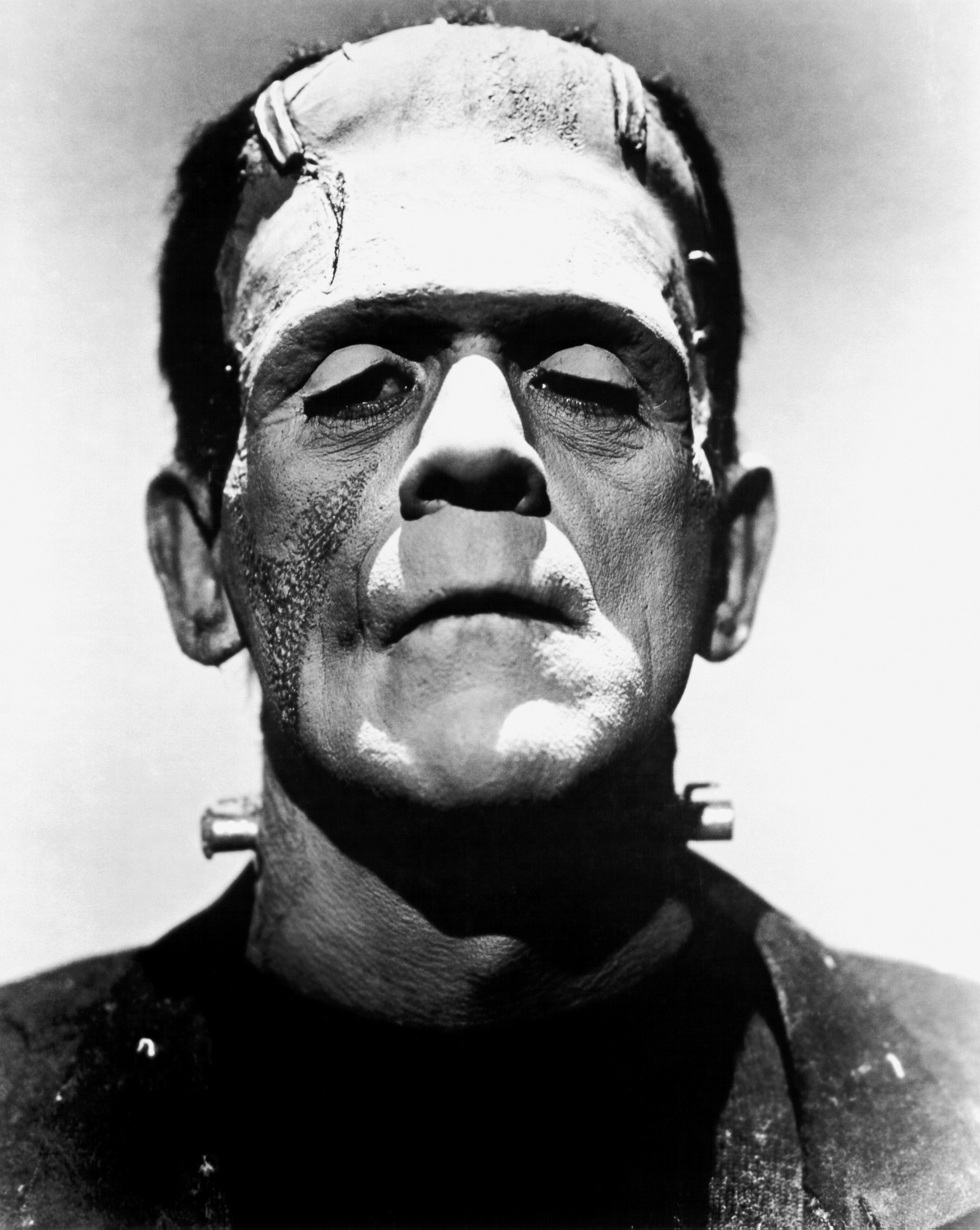
Boris Karloff in Frankenstein

In mancanza di una giuria e dell'assegnazione di premi ufficiali, introdotti solamente più tardi, un referendum indetto dal Comitato Organizzatore presieduto da Attilio Fontana della I.C.E. - Istituto Commercio Estero, svolto tra il pubblico accorso alla rassegna decretò sei riconoscimenti non ufficiali: tra questi fu dichiarato miglior regista il sovietico Nikolaj Ekk per il film Il cammino verso la vita, mentre A me la libertà di René Clair venne eletto come il più divertente.
Ecco l'elenco completo dei premiati:
- Film più divertente: A me la libertà (À nous la libertè) di René Clair
- Film dalla fantasia più originale: Il dottor Jekyll (Dr. Jekyll and Mr. Hyde) di Rouben Mamoulian
- Film più commovente: Il fallo di Madelon Claudet (The Sin of Madelon Claudet) di Edgar Selwyn
- Film tecnicamente migliore: Ragazze in uniforme (Mädchen in Uniform) di Leontine Sagan
- Miglior regista: Nikolai Ekk per il film Il cammino verso la vita (Путёвка в жизнь)
- Miglior attore: Fredric March per il film Il dottor Jekyll (Dr. Jekyll and Mr. Hyde) di Rouben Mamoulian
- Miglior attrice: Helen Hayes per il film Il fallo di Madelon Claudet (The Sin of Madelon Claudet) di Edgar Selwyn